# آندرمبسوآ
آندرمبسوآ (به لاتین: Andrembesoa) یک منطقهٔ مسکونی در ماداگاسکار است که در ناحیه بتافو واقع شده‌است. آندرمبسوآ ۱۲٬۰۰۰ نفر جمعیت دارد و ۱٬۲۱۶ متر بالاتر از سطح دریا واقع شده‌است.